# Зузанне Шустер
Зузанне Шустер (нім. Susanne Schuster, 9 травня 1963) — німецька плавчиня.
Бронзова медалістка Олімпійських Ігор 1984 року.